# San Nicolò (Creta)
San Nicolò (in greco Αγιος Νικόλαος?, Aghios Nikólaos) è un comune della Grecia situato nell'isola di Creta (unità periferica di Lasithi) con 26 069 abitanti secondo i dati del censimento 2001.
A seguito della riforma amministrativa detta programma Callicrate in vigore dal gennaio 2011 che ha abolito le prefetture e accorpato numerosi comuni, la superficie del comune è ora di 512 km² e la popolazione è passata da 19 462 a 26 069 abitanti. Il comune sorge degli ex comuni di: San Nicolò, Neapoli e Vrachasi.

## Economia
San Nicolò è un importante polo di attrazione turistica grazie alla presenza di numerosi alberghi di categoria superiore.
L'agricoltura è una voce rilevante dell'economia locale soprattutto nelle zone interne. Notevole la produzione di olio di oliva e l'allevamento di ovini.

## Storia
Esistono indizi che il territorio fu abitato nel periodo di mezzo della civiltà minoica (2100 a.C.-1560 a.C.)
Nell'VIII secolo a.C. esisteva qui una città dorica, Latò che è stata individuata in località Goulàs vicino all'odierno villaggio di Kritsa, a 11 km circa dal capoluogo.
Latò era dotata di un porto, Kamara che sorgeva sul sito dell'odierno capoluogo. Mentre Latò decadeva, Kamara si sviluppava fino a diventare in epoca romana e bizantina il centro maggiore della regione.
Esisteva qui una chiesa bizantina dedicata a San Nicola che poi diede il nome alla città.
In seguito si alternarono Arabi, Genovesi, Veneziani e Turchi Ottomani.
I Genovesi eressero un castello sulla collina Nomarchia e lo chiamarono Mirabello, nome che indica ancora oggi sia il golfo su cui si affaccia la città di San Nicolò sia una delle tre province della prefettura di Lasithi.

## Località

### San Nicolò

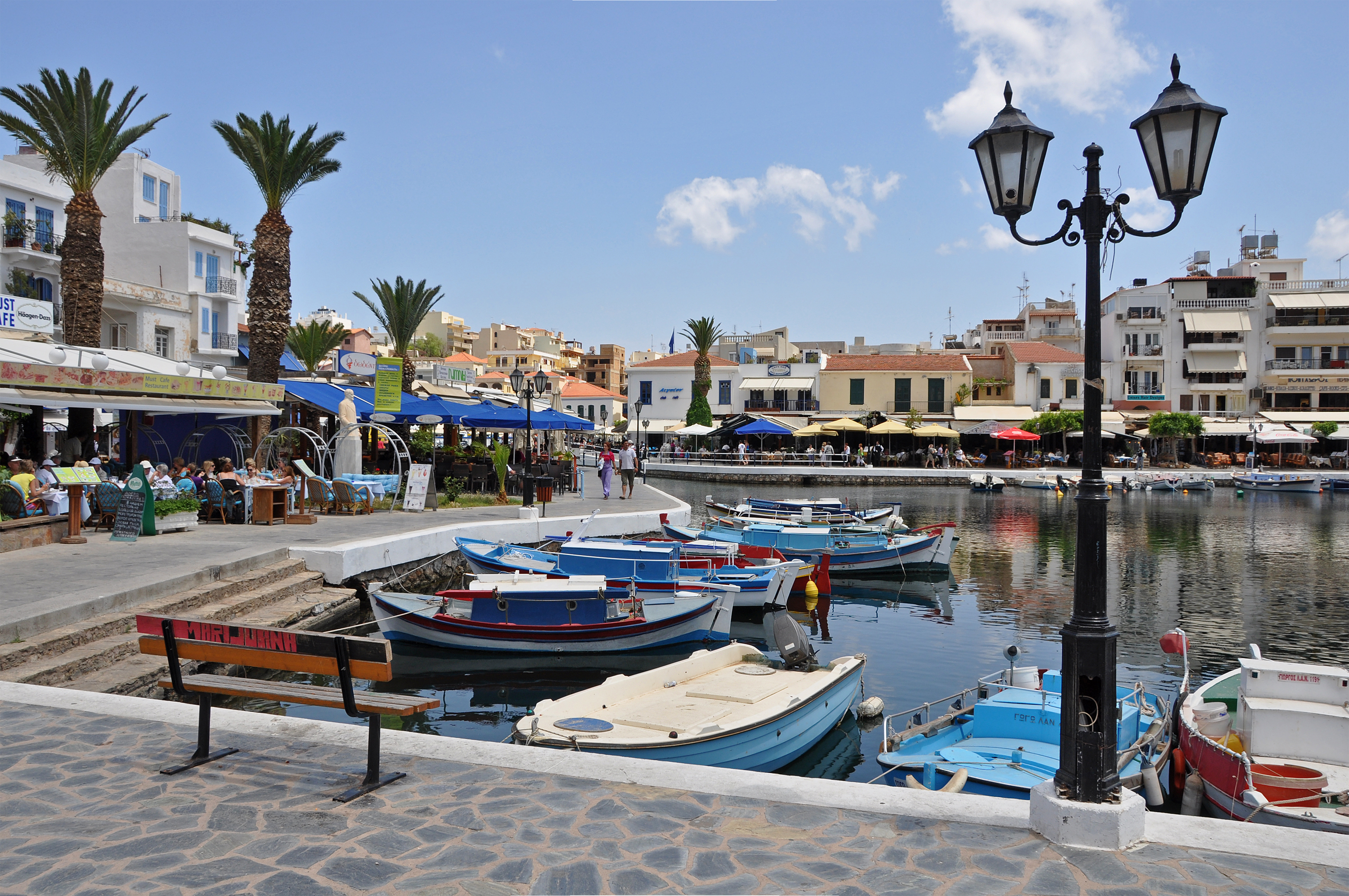
San Nicolò.

San Nicolò ospita un interessante museo archeologico dove sono conservati reperti provenienti dai numerosi scavi effettuati nella prefettura. A nord della città sulla vetta di un promontorio si trova la minuscola chiesa bizantina di San Nicola, esempio di arte bizantina del primo periodo.

### Elounda
Elounda è uno dei centri balneari più famosi di Creta. È congiunta al capoluogo da una strada litoranea di 10 km che offre splendidi colpi d'occhio sul golfo di Mirabello. Conta 2 200 abitanti, tutti dediti ad attività turistiche o comunque ad esse connesse.
Le fortune di Elounda iniziarono con la proiezione di un film di Walt Disney del 1964 dal titolo: "Giallo a Creta" (Titolo originale: The moon-spinners). Nel 1969 fu eretto il primo grande albergo di lusso Elounda beach per iniziativa di Elena Nakos e dei fratelli Spiro e Giorgio Cocotòs. Seguirono poi l'Elounda Mare, Elounda porto, Elounda peninsula e l'Elounda Rok.

Elounda ha però una storia molto più antica; fu presa dai Veneziani agli inizi del secolo XIII. I Veneziani vi costruirono saline che diedero impulso ad un fiorente commercio del sale.
Nel XVI secolo, minacciati sempre più da vicino dagli Ottomani, i Veneziani costruirono la fortezza di Spinalonga.
Iraklio cadde nelle mani degli Ottomani nel 1669. Spinalonga resistette per altri 46 anni.

### Kritsa
Kritsa è un villaggio dell'interno a 10 km da San Nicolò, i cui abitanti hanno conservato le tradizioni e gli usi cretesi. Esso conobbe una certa fioritura in epoca bizantina e veneziana come attestano le chiese dei dintorni. Panaya Kerà, ad 1 km dall'abitato, è una chiesa che conserva interessanti affreschi della tarda era bizantina. La chiesa è formata da tre cappelle unite, la prima dedicata a Santa Anna, la seconda alla dormizione della vergine e la terza a Sant'Antonio abate.

San Giovanni Evangelista è un'altra chiesa bizantina del XVI secolo vicino a Kritsa, sulla strada per Krusta.

### Kalò Choriò
Kalò Choriò è un centro agricolo importante nella zona meridionale del golfo di Mirabello.
Nelle vicinanze del paese si trova il sito dell'antica città di Istros.